# Sân bay Berlin-Schönefeld
Sân bay Berlin-Schönefeld (Flughafen Berlin-Schönefeldⓘ) (IATA: SXF, ICAO: EDDB, formerly ETBS) là một sân bay quốc tế toạ lạc gần thị xã Schönefeld ở Brandenburg, ngay biên giới phía nam với Berlin. Schönefeld đã từng là một sân bay dân sự chính của Đông Đức, và từng là sân bay duy nhất của Đông Berlin.
Sân bay Schönefeld nằm bên ngoại nội ô, không giống như Sân bay Berlin Tegel. Năm 2008, sân bay này đã phục vụ 6,6 triệu lượt khách.
Sân bay Schönefeld là một căn cứ hoạt động chính của các hãng hàng không easyJet và Germanwings.
Sân bay này được khai trương ngày 15 tháng 10 năm 1934 để làm nơi sản xuất máy bay Henschel. Cho đến cuối thế chiến 2, nhà máy này đã sản xuất 14.000 chiếc máy bay. Ngày 22 tháng 4 năm 1945, quân đội Liên Xô đã chiếm sân bay này và các cơ sở sản xuất máy bay bị phá dỡ.
Cũng như các sân bay hiện hữu của Berlin, sân bay này sẽ được đóng cửa sau khi sân bay Berlin Brandenburg đi vào hoạt động.

## Các hãng hàng không và tuyến bay

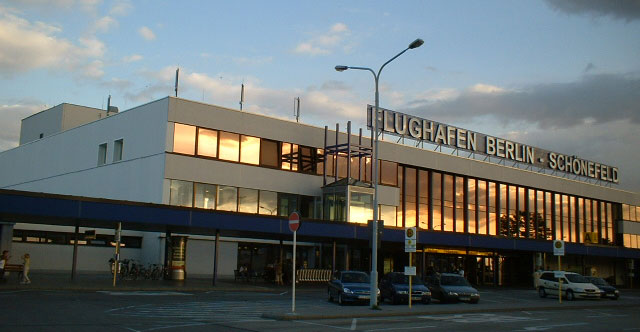
Sân bay Berlin-Schönefeld

Sân bay quốc tế Schönefeld có 4 nhà ga (A, B, C, D). 

### Nhà ga A
| Hãng hàng không                      | Các điểm đến                                                                                     |
| ------------------------------------ | ------------------------------------------------------------------------------------------------ |
| Aeroflot                             | Moscow-Sheremetyevo                                                                              |
| Air Algérie                          | Algiers [theo mùa]                                                                               |
| Belavia                              | Minsk                                                                                            |
| Blue Wings                           | Antalya [từ mùa Hè], Beirut [bắt đầu từ mùa Hè]                                                  |
| Bremenfly                            | Amman [bắt đầu từ mùa Hè], Beirut [bắt đầu từ mùa Hè]                                            |
| easyJet                              | Glasgow-International, Liverpool, London-Gatwick, London-Luton [xem thêm Nhà ga B]               |
| EgyptAir                             | Cairo                                                                                            |
| Eurocypria Airlines                  | Larnaca                                                                                          |
| Hamburg International                | Agadir [bắt đầu từ 5/5], Bologna [bắt đầu từ 10/7], Larnaca, Pescara                             |
| Iceland Express operated by Astraeus | Reykjavik-Keflavik                                                                               |
| Icelandair                           | Reykjavik-Keflavik [theo mùa]                                                                    |
| Middle East Airlines                 | Beirut [bắt đầu từ 2/6]                                                                          |
| Nouvelair                            | Djerba, Monastir [cả hai đều theo mùa]                                                           |
| Pegasus Airlines                     | Ankara, Antalya, Istanbul-Sabiha Gökçen [bắt đầu từ 1/7]                                         |
| Rossiya                              | St. Petersburg                                                                                   |
| Ryanair                              | Dublin, East Midlands, Edinburgh, Hahn, London-Stansted, Milan-Bergamo, Stockholm-Skavsta, Weeze |
| Sky Airlines                         | Antalya                                                                                          |
| SunExpress                           | Antalya, Bodrum [theo mùa], Istanbul-Sabiha Gökçen, Izmir                                        |
| Syrian Arab Airlines                 | Aleppo, Damascus, Vienna                                                                         |
| Tunisair                             | Djerba, Monastir, Tunis                                                                          |

### Nhà ga B
| Hãng hàng không | Các điểm đến |
| --------------- | --- |
| easyJet         | Athens, Barcelona, Basel/Mulhouse, Bristol, Brussels, Budapest, Cagliari, Copenhagen, Dubrovnik [bắt đầu từ 12/7], Geneva, Heraklion [bắt đầu từ 13/6], Ibiza [bắt đầu từ 20/6], Lisbon, Madrid, Malaga, Milan-Malpensa, Naples, Nizza, Olbia, Palma de Mallorca, Paris-Orly, Pisa, Rome-Ciampino, Thessaloniki, Venice-Marco Polo [xem thêm Nhà ga A] |

### Nhà ga D
| Hãng hàng không       | Các điểm đến |
| --------------------- | --- |
| Aer Lingus            | Cork, Dublin |
| Air VIA               | Burgas, Varna [cả hai đều theo mùa] |
| Bulgarian Air Charter | Burgas, Varna [cả hai đều theo mùa] |
| Condor Airlines       | Antalya, Chania, Corfu, Dalaman, Fuerteventura, Heraklion, Hurghada, Kos, Las Palmas/Gran Canaria, Palma de Mallorca, Rhodes, Tenerife-South                                       |
| El Al                 | Tel Aviv |
| Germanwings           | Bastia, Bucharest-Băneasa, Köln/Bonn, Dubrovnik, Kavala, Moscow-Vnukovo, Munich, Pristina [bắt đầu từ 26/6], Pula, Split, Stockholm-Arlanda, Stuttgart, Zadar, Zagreb, Zweibrücken |
| Israir Airlines       | Tel Aviv |
| Norwegian Air Shuttle | Bergen, Oslo, Rygge, Stavanger |

### Hãng vận chuyển hàng hóa
| Hãng hàng không     | Các điểm đến            |
| ------------------- | ----------------------- |
| Farnair Hungary     | Cologne/Bonn            |
| FedEx Express       | Paris-Charles de Gaulle |
| Robin Hood Aviation | Graz                    |
| West Air Luxembourg | Cologne/Bonn            |

## Tai nạn
- 12/12/1986, máy bay hãng Aeroflot Tupolev Tu-134 rơi khi hạ cánh, làm 72 trong số 82 hành khách trên máy bay thiệt mạng.
- 16/7/1989, máy bay Ilyushin IL-62 từ Interflug đã rơi khi cất cánh ở khu vực gần Berlin, 21 người thiệt mạng.